# Campomanesia phaea

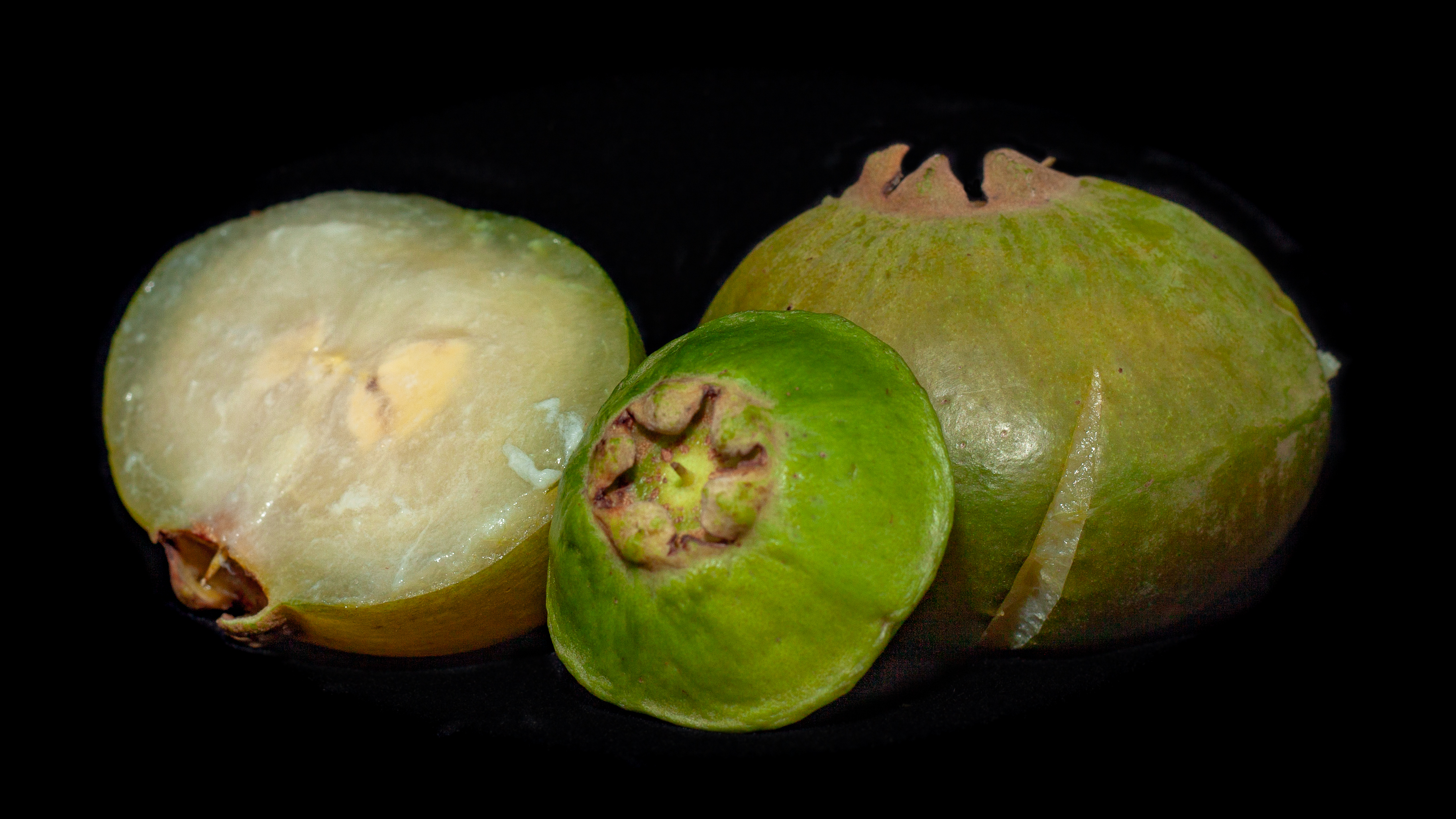
Aufgeschnittene Frucht

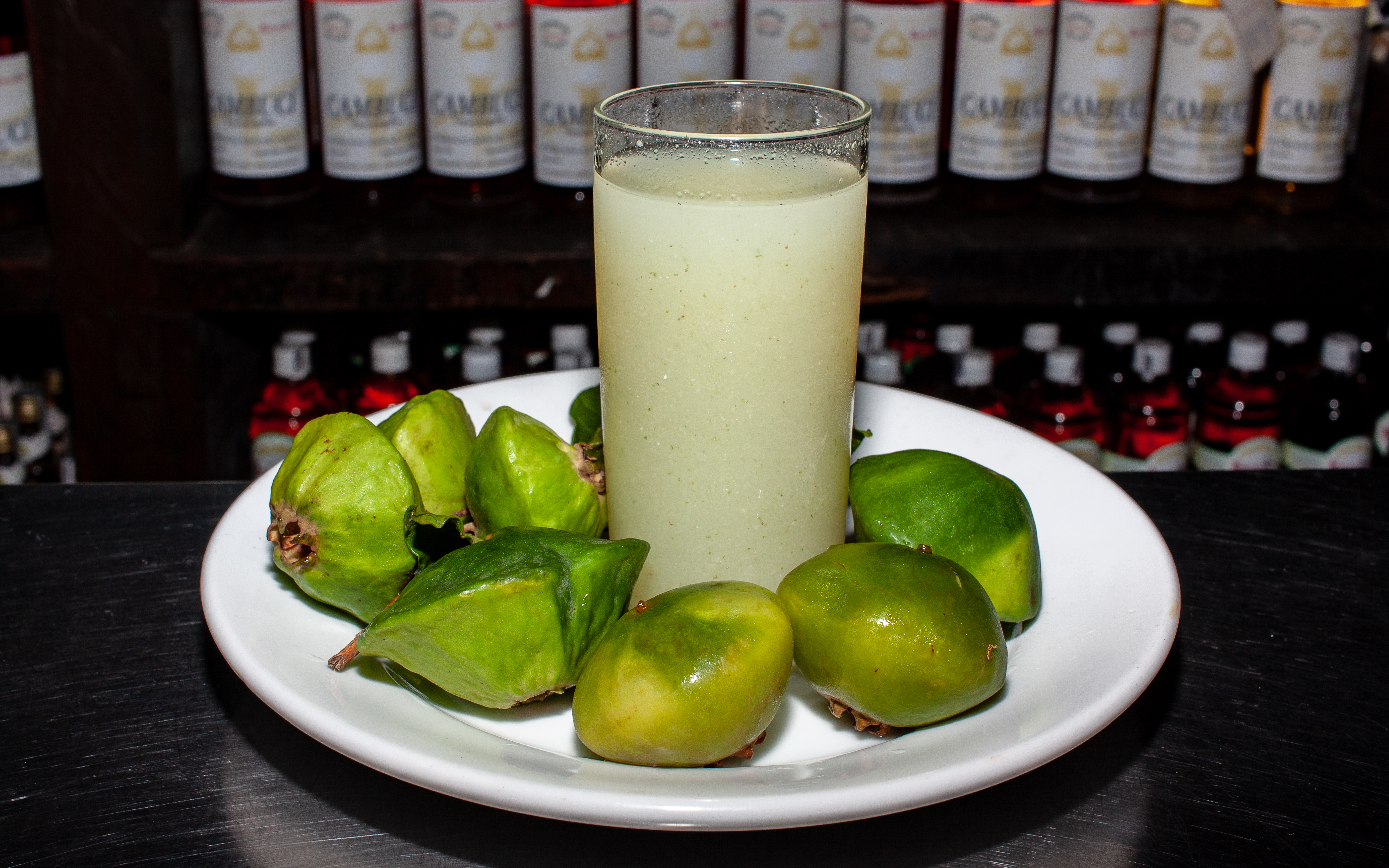
Früchte

Campomanesia phaea ist ein Baum in der Familie der Myrtengewächse aus dem südöstlichen Brasilien. Die Art gilt als gefährdet.

## Beschreibung
Campomanesia phaea wächst als kleinerer, halbimmergrüner Baum bis etwa 9–10 Meter hoch. Der Stammdurchmesser erreicht bis zu 30 Zentimeter. Die braun-graue Borke ist abblätternd.
Die gegenständigen, einfachen Laubblätter sind kurz gestielt. Der kurze, haarig-drüsige Blattstiel ist bis 7 Millimeter lang. Die leicht ledrigen, etwas steifen, ganzrandigen, eiförmigen bis verkehrt-eiförmigen oder elliptischen, spitzen bis zugespitzten Blätter sind bis 5–10 Zentimeter lang. Sie sind oft wellig und fast kahl oder manchmal auf den Adern behaart.
Die Blüten erscheinen achselständig, meist einzeln oder bis zu dritt. Die zwittrigen und kurz gestielten, fünfzähligen Blüten mit doppelter Blütenhülle sind weiß. Es ist ein kurzer, behaarter und scheibenartiger, umrandeter und oben kurz becherförmiger Blütenbecher ausgebildet. Die kleinen, 6–7 Millimeter langen, breit-dreieckigen Kelchzipfel sind behaart. Die bis 13 Millimeter langen, rundlichen Petalen sind außen fein behaart. Es sind über 200 kurze Staubblätter mit fädigen Staubfäden vorhanden. Der vielkammerige Fruchtknoten ist unterständig mit relativ kurzem, kahlem Griffel und kopfiger Narbe.
Es werden 3,5–6 Zentimeter große, grüne, glatte und mehrsamige, rundliche, rhombisch-pyramidale, muffin-, ufoförmige, weich-, dünnschalige Früchte (Scheinfrucht) mit beständigem Kelch und Blütenbecherhöhlung an der Spitze gebildet. Die bis zu 6 beigen und etwa rundlichen bis eiförmigen, flachen Samen, mit dünner membranöser Samenschale, sind bis 3–4 Millimeter groß. Ihnen haftet die drüsige Fruchtkammerwand an (falsche Samenschale).

## Verwendung
Die sauren Früchte mit hellem, saftigem Fruchtfleisch sind essbar und geschätzt. Sie werden meist zu Drinks, Säften, Smoothies, Gelees oder Eiscreme verarbeitet. Sie sind in Brasilien als Cambuci bekannt. Nach ihnen soll auch ein Stadtteil in São Paulo benannt sein.